# Ciketingudik
Ciketingudik is een bestuurslaag in het regentschap Kota Bekasi van de provincie West-Java, Indonesië. Ciketingudik telt 22.105 inwoners (volkstelling 2010).